# Jela Vilfan
Jela (Gabrijela, Jelka) Vilfan, slovenska oblikovalka, kostumografinja in dekoraterka, * 27. december 1906, Trst,  † 1998 Koper.

## Družina
Jela Vilfan se je rodila v Trstu. Oče Josip Vilfan ml. je bil politik liberalec, ki je zastopal slovanske manjšine po prvi svetovni vojni v povojnem italijanskem parlamentu. Mati je bila iz Kranja. Njen ded Josip Vilfan st. je bil gradbeni inženir in projektant pomolov v Primorju in hrvaški Dalmaciji. Imela je dva brata. Draško je bil zdravnik, Joža pa politik, pravnik in diplomat, ki je pisal o manjšinskih vprašanjih.

## Življenje in delo
Jela Vilfan se je sprva uveljavila v tujini, pozneje pa tudi doma. Izpopolnjevala se je na študijskih potovanjih v Parizu, Rimu, Benetkah, Stockholmu, Pragi, Zürichu, Ženevi in Baslu. Preživljala se je kot svobodna umetnica in poučevala risanje. Od rojstva dalje je imela astmo, od najstniških let pa, kljub operaciji, težave s kolki. Hodila je z berglami. Zelo je bila navezana na svojega očeta, ki je spodbujal in podpiral njeno ustvarjalnost. Zadnja leta je preživela v domu za ostarele v Kopru.

## Šolanje
Osnovno šolo je obiskovala v Trstu. Po prvem razredu gimnazije se je preseila k starim staršem v Kranj in v Ljubljani končala trirazredno meščansko šolo. Leta 1918 se je vrnila v Trst. Leta 1920 je zaradi zdravstvenih razlogov prekinila redno šolanje in se po operaciji preselila na Dunaj, kjer se je učila tujih jezikov. Dobro je govorila italijansko in nemško.
V letih 1925–1928 je študirala na privatni ženski akademiji Wiener Frauenakademie ter na šoli za prosto in uporabno umetnost pri profesorju Ottu Friedrichu. V tem obdobju je kot vajenka delala v ateljeju Eilfriede Berbalk. V študijskem letu 1928/29 se je vpisala na umetnoobrtno šolo. Obiskovala je kovinski oddelek profesorja E. Mayerja in bila učenka profesorja arhitekture J. Hoffmanna. Diplomirala je leta 1934. V letih 1933/34 je na isti šoli absolvirala tečaj o zgodovini kostumov, v letih od 1934 do 1936 pa specialko za načrtovanje in tehnično izdelavo. Njeno delo se je iz delavnic preselilo v ateljeje. Namesto izdelovanja umetnoobrtnih izdelkov je začela načrtovati osnutke za izdelke in nadzorovati njihovo izvršitev. Leta 1938 je odšla v Berlin kjer je bila hospitanka na državni tekstilni modni šoli pri profesorju načrtovanja gledaliških kostumov Hansu Poreppomu.
Istega leta je začela delati v Deutsches Mode Institut. Med študijem na Dunaju in v Berlinu je po naročilu delala vzorce za tekstil, za predmete iz kovine, usnja in lesa, bomboniere, igrače, nakit, zaponke, tolčene kovinske predmete in plakate. Opremljala je knjige in izložbena okna za delavnice in tovarne. Njene osnutke je za svoji knjigi Lappland in Owa Raha izbral pisatelj Hugo A. Bernatzik. Od slovenskih knjig je opremila Poljske novele (1937), med vojno nekaj zvezkov Slovenčeve knjižnice in Dobre knjige (1941-1943). Leta 1940 se je za kratek čas preselila k očetu v Beograd, kjer je izdelovala načrte za tovarno svile v Novem Sadu in ovitek za časopis Socijalni arhiv. V Ljubljano se je vrnila pred nemškim bombnim napadom na Beograd.

## Razstave in priznanja
- 1928 razstava drobnih dekorativnih predmetov (Dunaj)
- 1933 mednarodna modna razstava (Dunaj)
- 1934 nagrada Ludwiga Lobmeyrja
- 1943 prva nagrada za osnutke vzorčastega blaga (Dunaj)
- 1944 prva nagrada za izložbeno okno tvrdke Metz (Dunaj)
- 1936 priznanje na svetovni umetnoobrtni razstavi v avstrijskem paviljonu (Milano)
- 1937 razstava vzorcev modernega nakita v avstrijskem paviljonu (Pariz)
- 1941 razstava v izložbi trgovine Bata (Ljubljana)
- 1952/53 razstava z Društvom umetnikov za uporabno umetnost (Maribor, Ljubljana)

## Gledališče
Uspešna in inovativna je bila na področju kostumografije. V letih od 1942 do 1946 je bila kostumografka v SNG Ljubljana. Redno je obiskovala vaje gledališkega in opernega ansambla in pripravila 43 predstav. Njeno kostumografsko delo je bilo podkrepljeno s poznavanjem zgodovinskih obdobij. Obleke za nastopajoče je izdelovala na podlagi načina oblačenja določenega obdobja. Leta 1947 je bila premeščena k SNG Maribor, 1955 pa iz zdravstvenih razlogov v Hrvaško narodno gledališče Ivana Zajca na Reko, kjer je bila upokojena.